# Districtul Pho Si Suwan
Pho Si Suwan (în thailandeză โพธิ์ศรีสุวรรณ) este un district (Amphoe) din provincia Sisaket, Thailanda, cu o populație de 23.519 locuitori și o suprafață de 111,1 km².

## Componență
Districtul este subdivizat în 5 subdistricte (tambon), care sunt subdivizate în 80 de sate (muban).
| Nr. | Nume     | În thailandeză | Sate | Locuitori |  |
| --- | -------- | -------------- | ---- | --------- |  |
| 1.  | Dot      | โดด            | 25   | 7,952     |  |
| 2.  | Siao     | เสียว           | 17   | 4,455     |  |
| 3.  | Nong Ma  | หนองม้า         | 12   | 3,519     |  |
| 4.  | Phue Yai | ผือใหญ่          | 14   | 4,568     |  |
| 5.  | I Se     | อีเซ            | 12   | 3,025     |  |